# Choeromorpha multivittata
Choeromorpha multivittata là một loài bọ cánh cứng trong họ Cerambycidae.